# Mikuláš Schneider-Trnavský
Mikuláš Schneider-Trnavský (Trnava, 24 de maig de 1881 - Bratislava, 28 de maig de 1958) fou un compositor, director d'orquestra i pedagog eslovac.
Va fer els seus estudis en l'Acadèmia de Música de Budapest i en el Conservatori de Viena, i va perfeccionar els estudis de composició amb Karel Stecker al Conservatori de Praga. Fou director del cor de la Col·legiata de Trnava i a partir de 1918 inspector de cant escolar a Eslovàquia.
Malgrat que va compondre diversa música religiosa i de cambra, la seva especialitat foren les col·leccions de cants nacionals, de les quals en publica diverses, totes elles d'interès folklòric i musical.